# 米倫巴赫河
50°48′14″N 6°57′27″E / 50.803956°N 6.957499°E
米倫巴赫河（德語：Mühlenbach），是德國的河流，位於該國西部，流經北萊茵-威斯特法倫州，屬於迪科普斯巴赫河的右支流，河道全長5.6公里，流域面積13.7平方公里。